# 熊谷尚武
熊谷 尚武（くまがい ひさたけ、1976年5月23日（49歳） - ）は、日本のシンガーソングライター。O型。鳥取県米子市出身。元KUMACHIのボーカルである。2005年のバンド解散後、2006年からソロ活動開始。2007年にソロデビュー。2016年2月25日午後0時35分頃、大阪府大阪市北区の阪急梅田駅近くの繁華街で車が暴走した事故に巻き込まれる。

## ディスコグラフィ

### シングル
- THE LIVE 1（ライブ会場のみの販売）
  1. Always
  2. 僕たちの時間
  3. ハッピーバースデー

- THE LIVE 2（ライブ会場のみの販売）
  1. 東京の空
  2. スマイル
  3. ハッピーバースデー

- Pride（2007年6月6日発売）
  1. Pride
  2. Bench

- プラネタリウム（2009年12月16日発売・配信限定）

#### 参加作品
- コンピレーション・アルバム「Sad Songs」（2006年10月25日発売）[2]
  1. Without You / rockwell
  2. Tears in Heaven / 矢幅歩
  3. Desperado / 竹仲絵里
  4. Alone Again (Naturally)/ クノシンジ
  5. The Water Is Wide / 川江美奈子
  6. I Won't Last a Day Without You / The Ivory Brothers
  7. Holding Back the Years / 小林建樹
  8. Everytime You Go Away / Hot Dog
  9. The Rose / 熊谷尚武
  10. Knockin'On Heaven's Door / 西慎嗣 with キッサコ
  11. Love Has No Pride / 鳳山雅姫
  12. Lost In Love / マエヤマ=タカミ
  13. I'll See You in My Dreams / TRICERATOPS
  14. Across the Universe / FROST
  15. The Voice～“jupiter/ 平原綾香

## 楽曲提供

### 作詞・作曲
- ロンドンブーツ1号2号 2ndシングル「声」C/W曲『僕の部屋においで』
  - KUMACHIのインディーズ時代の2ndシングル「Master Key」にセルフカバーを収録。